# Мансурян, Тигран Егиаевич
Тигра́н Егиаевич (Ильич) Мансуря́н (род. 27 января 1939, Бейрут, Французский Ливан) — советский и армянский композитор. Народный артист Армянской ССР (1990).

## Биография
Родился в Ливане, в 1947 семья переехала в Армению, в город Артик (Ширакская долина) в 1956 поселился в Ереване. Мансурян окончил Ереванскую консерваторию (1967, класс композиции Л. М. Сарьяна), в 1967—1986 преподавал в ней (с 1986 — профессор), в 1992—1995 был её ректором. В настоящее время целиком сосредоточился на сочинительстве. Один из наиболее исполняемых композиторов современной Армении. Современная техника письма в его творчестве соединяется с опорой на традиции национальной музыки, в частности, Комитаса.
Активно работал в кино — музыка к фильмам «Каринэ» (1967), «Цвет граната» С. Параджанова (1968), «Осенняя пастораль» Михаила Вартанова, «Мы и наши горы» Г. Маляна (1969), «Снег в трауре» (1978), «Хозяин» Б. Оганесяна (1983), «Белые грезы» С. Исраэляна (1985), «Танго нашего детства» (1985) А. Мкртчяна, «Камера обскура» Г. Саркисяна (2000) и др.

## Семья
- Сестра Аракс Мансурян — армянская оперная певица.

## Творческие связи
Сочинения Мансуряна исполняли Н. Гутман, О. Каган, С. Навасардян, А. Любимов, И. Монигетти, Э. Бруннер, К. Кашкашьян, Патриция Копачинская, Я. Гарбарек, К. Поппен, Л. Кавакос, Анна Мария Паммер, Александр Рудин, Давид Ханджян, Мариам Саркисян, Товий Лифшиц, квартет «Розамунда», Хиллиард-ансамбль, Московский Камерный Оркестр «Musica Viva» и др.

## Избранные сочинения
- «Allegro barbaro» для виолончели (1964).
- Партита (1965, для симфонического оркестра)
- Фортепианное трио (1965)
- «Псалом» для двух флейт и скрипки (1966)
- Три романса на стихи Ф. Г. Лорки (1966)
- Соната № 1 для фортепиано (1967)
- «Силуэт птицы» для клавесина и ударных (1971—1973)
- «Intermezzo» для сопрано и ансамбля (1972—1973, на слова В. Голана, утрачено)
- Квинтет для духовых инструментов (1974)
- Концерт для виолончели с оркестром (1976, памяти Д. Шостаковича)
- «Ностальгия» для фортепиано (1976)
- «Каноническая ода» для 4-х арф, органа и двух струнных оркестров (1977)
- Двойной концерт для скрипки и виолончели с оркестром (1978)
- «Nachtmusik» для симфонического оркестра (1980)
- Струнные квартеты № 1 и 2 (1984)
- «Снежная королева» (1989, балет по Х. К. Андерсену)
- «Miserere» для сопрано и струнного оркестра (1989, на слова Месропа Маштоца и Библии)
- Постлюдия для кларнета, виолончели и струнного оркестра (1993)
- «Lacrimae» для саксофона и альта (1999)
- «Ars Poetica» для смешанного хора (1996—2000, на слова Е. Чаренца)
- Мотет для двух смешанных хоров (2000, на слова Г. Нарекаци)
- «Lamento» для скрипки (2002)
- «На берегу вечности» для смешанного хора (2003, на слова А. Исаакяна)
- Фантазия для фортепиано и струнного оркестра (2003)
- «Agnus Dei» (2006)
- Реквием для сопрано, баритона, смешанного хора и струнного оркестра (2011, посвящён памяти жертв геноцида армян)

## Награды и премии
- Заслуженный деятель искусств Армянской ССР (1984).
- Народный артист Армянской ССР (1990).
- Орден Святого Месропа Маштоца (1996).
- Орден Почёта (15 сентября 2011) — по случаю 20-летия независимости Республики Армения, за значительный вклад в развитие национальной культуры, а также выдающиеся достижения в области музыки[3].
- Орден «За заслуги перед Отечеством» 1 степени (8 февраля 2019) — за значительный вклад в развитие музыки и выдающиеся достижения[4].
- Государственная премия Республики Армения (2014).
- Государственная премия Армянской ССР (1981).
- Государственная премия Армянской ССР (1985).
- Почётный гражданин Еревана (2006).
- Медаль «За укрепление парламентского сотрудничества» (27 марта 2017, Межпарламентская ассамблея СНГ) — за особый вклад в развитие парламентаризма, укрепление демократии, обеспечение прав и свобод граждан в государствах — участниках Содружества Независимых Государств[5].
- Межгосударственная премия СНГ «Звёзды Содружества» (2016)[6].
- Премия Армянской церкви «Да будет свет», врученная на XIV международном кинофестивале «Золотой абрикос» (2017)[7]
- Специальный приз имени Параджанова (2014, кинопремия «Айак»)[8].